# Matthew Yates
Matthew Yates (Matthew Stewart „Matt“ Yates; * 4. Februar 1969 in Rochford, Essex) ist ein ehemaliger britischer Mittelstreckenläufer.
1990 gewann er, für England startend, über 800 m bei den Commonwealth Games in Auckland Bronze. Bei den Leichtathletik-Europameisterschaften in Split wurde er über dieselbe Distanz Achter.
Im Jahr darauf wurde er bei den Leichtathletik-Weltmeisterschaften in Stuttgart über 1500 m Zehnter und gewann die First Avenue Mile.
1992 siegte er über 1500 m bei den Leichtathletik-Halleneuropameisterschaften in Genua und erreichte bei den Olympischen Spielen in Barcelona das Halbfinale.
Über dieselbe Distanz wurde er bei den Weltmeisterschaften 1993 in Stuttgart Sechster, schied bei den Weltmeisterschaften 1997 in Athen im Vorlauf aus und wurde bei den Europameisterschaften 1998 in Budapest Sechster.
Matthew Yates startete für die Belgrave Harriers und wurde von seinem Vater Mike Yates trainiert.

## Persönliche Bestzeiten
- 800 m: 1:45,05 min, 26. August 1992, Koblenz
- 1000 m: 2:16,34 min, 6. Juli 1990, Edinburgh (britischer Rekord)
  - Halle: 2:17,86 min, 22. Februar 1992, Birmingham
- 1500 m: 3:34,00 min, 13. September 1991, Brüssel
  - Halle: 3:40,25 min, 20. Februar 1993, Birmingham (Zwischenzeit)
- 1 Meile: 3:52,75 min, 10. Juli 1993, Oslo
  - Halle: 3:54,78 min, 14. März 1992, Birmingham
- 3000 m (Halle): 7:50,82 min, 4. März 1993, Sevilla